# Rati Aleksidze
Rati Aleksidze (Tiflis, Unión Soviética, 3 de agosto de 1978) es un exfutbolista georgiano, se desempeñó como delantero.

## Selección nacional

### Goles internacionales
| Núm. | Fecha                | Lugar                                               | Rival      | Gol  | Resultado | Competición |
| ---- | -------------------- | --------------------------------------------------- | ---------- | ---- | --------- | ----------- |
| 1    | 15 de agosto de 2001 | Stade Communal Mondercange, Mondercange, Luxemburgo | Luxemburgo | 0- 3 | 0-3       | Amistoso    |
| 2    | 27 de marzo de 2002  | Estadio Borís Paichadze, Tiflis, Georgia            | Sudáfrica  | 3-1  | 4-1       | Amistoso    |

## Clubes
| Club                  | País       | Año       |
| --------------------- | ---------- | --------- |
| FC Dinamo Tbilisi     | Georgia    | 1996-1999 |
| Chelsea FC            | Inglaterra | 1999-2002 |
| FC Dinamo Tbilisi     | Georgia    | 2002-2003 |
| FC Rostov             | Rusia      | 2003-2004 |
| FC Lokomotivi Tbilisi | Georgia    | 2007-2009 |
| Győri ETO FC          | Hungría    | 2009-2013 |
| FC Dila               | Georgia    | 2013-2014 |

## Palmarés

### Campeonatos nacionales
| Título              | Club           | País       | Año  |
| ------------------- | -------------- | ---------- | ---- |
| Erovnuli Liga       | Dinamo Tbilisi | Georgia    | 1997 |
| Copa de Georgia     | Dinamo Tbilisi | Georgia    | 1997 |
| Erovnuli Liga       | Dinamo Tbilisi | Georgia    | 1998 |
| Erovnuli Liga       | Dinamo Tbilisi | Georgia    | 1999 |
| FA Cup              | Chelsea FC     | Inglaterra | 2000 |
| Community Shield    | Chelsea FC     | Inglaterra | 2000 |
| Erovnuli Liga       | Dinamo Tbilisi | Georgia    | 2003 |
| Copa de Georgia     | Dinamo Tbilisi | Georgia    | 2003 |
| Nemzeti Bajnokság I | Győri ETO FC   | Hungría    | 2013 |

- Datos: Q945139
- Multimedia: Rati Aleksidze / Q945139